# ونیوار بوش
وَنیوار بوش (به انگلیسی: Vannevar Bush) مهندس و سیاست‌مدار آمریکایی زاده ماساچوست بود که تجزیه و تحلیل دیفرانسیل (مکانیک)  را در انستیتو تکنولوژی ماساچوست ساخت که نخستین تلاش برای طراحی رایانه بود و می‌توانست بسیاری از محاسبات علمی را انجام دهد و پیشگام عصر رایانه باشد.
ونیوار بوش ایده ابرمتن‌ها را در مقاله‌ای با عنوان «چنان‌که می‌توانیم بیندیشیم» در سال ۱۹۴۵ مطرح ساخت.
ونیوار بوش کمیته پژوهشی دفاع ملی را در آمریکا برای سازماندهی دانشمندان و مهندسان در جنگ جهانی دوم در سال ۱۹۴۰ بنیاد نهاد و رهبری وی بر بیش از دو سوم فیزیکدانان در پروژه منهتن بسیار سودمند بود.
کونانت شیمیدان وی را درباره مسائل هسته‌ای آگاه ساخت.